# Louis-Henri de Pardaillan de Gondrin (1620–1674)
Louis-Henri de Pardaillan de Gondrin (1620 – 19. září 1674) byl francouzský římskokatolický duchovní, arcibiskup senský. Narodil se jako sedmý syn Antoine-Arnauda z rodu Pardaillan de Gondrin a jeho druhé ženy Pauly de Saint-Lary de Bellegarde, která byla dcerou Rogera de Bellegarde.

## Život
Studoval filosofii na Pařížské univerzitě, poté tři roky teologii na Sorbonně.
V roce 1644 se jeho bratranec Octave de Saint-Lary de Bellegarde, arcibiskup senský, zeptal jeho regentky Marie Medicejské, zda by jej mohl požadovat jako biskupa koadjutora pro senskou arcidiecézi. Louis-Henri byl jmenován koadjutorem a titulárním arcibiskupem heraklejským (lat. Heracleensis in Europa). Biskupské svěcení přijal dne 14. května 1645, z rukou svého bratrance.
Arcidiecézi převzal po bratrancově smrti 26. července 1646.
Louis-Henri zemřel 19. září 1674 v opatství Charmes-en-Brie.